# Impreza na orientację

Oznakowanie punktu kontrolnego (lampion)

Impreza na orientację (InO) – dyscyplina orientacji sportowej (BnO) lub turystyki kwalifikowanej (MnO, RnO), w której uczestnik lub zespół ma za zadanie potwierdzić w określonym limicie czasu swoją obecność przy ustawionych w terenie punktach kontrolnych. Potwierdzenie obecności odbywa się, zależnie od rodzaju imprezy i punktu kontrolnego, poprzez:
- przedziurkowanie odpowiedniego pola karty startowej kasownikiem, obecnym na punkcie kontrolnym
- wpisanie do odpowiedniego pola karty startowej odpowiednich znaków kredką, obecną przy lampionie
- wpisanie do odpowiedniego pola karty startowej odpowiedzi na zadanie terenowe zastępujące punkt kontrolny
- zbliżenie posiadanego przez uczestnika chipu do elektronicznego urządzenia zainstalowanego w punkcie kontrolnym (technologia bezprzewodowa)

W zależności od sposobu pokonania trasy imprezy na orientację dzieli się na
sportowe lub turystyki kwalifikowanej:
- turystyczne
  - piesze - marsze (rajdy) na orientację (MnO, RnO, TRnO),
  - kolarskie (RJnO[1]),
  - turystyczno-rekreacyjne (krajoznawcze) imprezy na orientację (TRInO, TKInO)[2],
  - inne (np. narciarskie, kajakowe, konne, podwodne)
- sportowe - najczęściej bieg na orientację (BnO), lecz również RJnO, kajakowe, motorowe i inne.

Szczególną kategorią imprez na orientację są długodystansowe maratony na orientację. Maratony na orientację są organizowane w formach:
- pieszych maratonów na orientację; przeprowadzanych zazwyczaj na dystansach 50 km, 100 km, oraz rzadziej 150 - 180 km;
- rowerowych maratonów na orientację; przeprowadzanych zazwyczaj na dystansie od 50 km do 200 km;
- rajdów przygodowych (AR, adventure racing); składające się z połączenia co najmniej dwóch form przebywania trasy (pieszo, rowerem, kajakiem, na rolkach), przeprowadzane na dystansach 50 - 200 km (Polska) do 600 km (świat).

Zasadnicza różnica pomiędzy imprezami turystycznymi i sportowymi polega na zadanych warunkach czasu i realizacji trasy przez uczestnika.

W imprezie turystycznej uczestnik:
- musi zmieścić się w limicie czasu, inaczej dostaje punkty karne. Jeśli się w zadanym limicie zmieści, to za czas lepszy od innego uczestnika nie otrzymuje nagrody (przykładowo jeśli zadanym czasem jest 1 godzina, to jeśli uczestnik A wykonał zadanie w 50 minut a uczestnik B w 55 minut, traktowani są równorzędnie),
- nie musi potwierdzić wszystkich punktów kontrolnych; w przypadku niepotwierdzenia otrzymuje punkty karne lub mniejszą liczbę punktów dodatnich,
- istotne jest prawidłowe odnalezienie właściwych punktów kontrolnych, natomiast za potwierdzenie niewłaściwych (tzw. stowarzyszonych) uczestnik otrzymuje punkty karne lub obniżoną liczbę punktów dodatnich,
- niewykonanie zadanych warunków skutkuje otrzymaniem punktów karnych lub mniejszą ilością punktów dodatnich, na podstawie których finalnie określa się, jaki osiągnął wynik w stosunku do innych uczestników (uczestnik, który nie złamał żadnego warunku, otrzymuje 0 punktów karnych lub maksymalną liczbę punktów dodatnich).

W imprezie sportowej uczestnik (odpowiednio):
- powinien w jak najkrótszym czasie przebyć trasę. Jest to podstawowe i najczęściej jedyne kryterium klasyfikacji zawodników.
- musi potwierdzić wszystkie punkty kontrolne.
- musi bezbłędnie potwierdzić wszystkie punkty. Najczęściej także dostaje pomoc - dokładne opisy lokalizacji i kody punktów, które musi potwierdzić (czyli przybywszy na punkt ma pewność czy jest on odpowiedni czy nie).
- musi bezbłędnie spełnić wszystkie warunki (przy czym czas nie jest warunkiem, ponieważ zawodnik startując nie jest informowany, ile czasu powinien być na trasie). Za np. pominięcie lub pomylenie choćby jednego punktu kontrolnego grozi zazwyczaj dyskwalifikacja.